# Unterweißenbrunn
Unterweißenbrunn ist ein Gemeindeteil der Stadt Bischofsheim in der Rhön im unterfränkischen Landkreis Rhön-Grabfeld in Bayern.
Das Pfarrdorf liegt circa zwei Kilometer östlich von Bischofsheim an der Kreisstraße NES 53.
Am 1. Mai 1978 wurde die ehemals selbständige Gemeinde Unterweißenbrunn nach Bischofsheim in der Rhön eingemeindet.

## Baudenkmäler
- Katholische Pfarrkirche St. Katharina